# MU Большой Медведицы
MU Большой Медведицы (лат. MU Ursae Majoris), HD 89758 — одиночная переменная звезда в созвездии Большой Медведицы на расстоянии приблизительно 5920 световых лет (около 1815 парсеков) от Солнца. Видимая звёздная величина звезды — от +12,3m до +11,8m.

## Характеристики
MU Большой Медведицы — белая пульсирующая переменная звезда типа RR Лиры (RRC) спектрального класса A0.